# Guddada Arakere, Shimoga
Guddada Arakere là một làng thuộc tehsil Shimoga, huyện Shimoga, bang Karnataka, Ấn Độ.